# Montclair (New Jersey)
Montclair (da pronunciarsi: mɒntˈklɛər o mɒŋˈklɛər) è una città degli Stati Uniti d'America, nella contea di Essex, nello Stato del New Jersey.
È - per popolazione - la cinquantesima municipalità più ampia dello Stato. Secondo lo United States Census Bureau, nel censimento dell'anno 2000 registrava una popolazione di 38 977 abitanti. La sua superficie è di 16,3 km².
La città è gemellata con il quartiere londinese di Barnet.

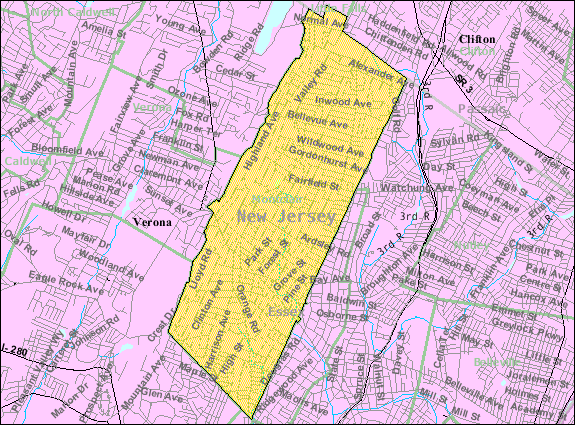
Mappa di Montclair

## Amministrazione

### Gemellaggi
- Graz, dal 1950[1]
- Aquilonia, dal 2017